# Matija Širok
Matija Širok (sinh 31 tháng 5 năm 1991) là một cầu thủ bóng đá Slovenia thi đấu cho Domžale.

## Sự nghiệp câu lạc bộ
Ngày 22 tháng 8 năm 2014 Širok ký bản hợp đồng 2 năm với câu lạc bộ Serie A Parma, nhưng lập tức cho mượn trở lại Gorica mùa giải 2014–15. Anh không bao giờ trở lại Parma nữa vì câu lạc bộ đã phá sản năm 2015. Sau đó anh ký hợp đồng cho Gorica theo dạng cầu thủ tự do.